# Bereg-Jurdja
Bereg-Jurdja (russisch Берег-Юрдя) ist ein Dorf (selo) im Oimjakonski ulus im Osten der Teilrepublik Sacha (Jakutien) im Fernen Osten Russlands.

## Geographie
Bereg-Jurdja liegt ungefähr 680 km ostnordöstlich der Großstadt Jakutsk im Hochland von Oimjakon im Tal des Flusses Indigirka.
Der Ort gehört zum Oimjakonski ulus und befindet sich ca. 125 km Luftlinie südlich von dessen Verwaltungszentrum Ust-Nera. 
Bereg-Jurdja befindet sich ca. 5 km östlich von Oimjakon und hat ca. 178 Einwohner (2010).
Der Ort liegt zwischen dem langgestreckten Werchojansker Gebirge und dem Tscherskigebirge.
Die das Hochland nach Süden abschließende Bergkette verhindert den Zufluss wärmerer Luftmassen.
Ca. 135 km südwestlich von Bereg-Jurdja verläuft die Suntar-Chajata-Gebirgskette mit dem 2959 m hohen Mus Chaja.
Westlich von Bereg-Jurdja setzt sich die Bergkette im Werchojansker Gebirge fort.